# Eremidium curvicercus
Eremidium curvicercus är en insektsart som beskrevs av Vitaly Michailovitsh Dirsh 1956. Eremidium curvicercus ingår i släktet Eremidium och familjen Lentulidae. Inga underarter finns listade i Catalogue of Life.